# دیسکوی عشق
دیسکوی عشق (اسپانیایی: La discoteca del amor‎) یک داستان کارآگاهی آرژانتینی به کارگردانی آدولفو آریستارائین است که در سال ۱۹۸۰ منتشر شد. از بازیگران این فیلم می‌توان به کاچو کاستانیا، مونیکا گونساگا، ریکاردو دارین، آرتورو مالی، کامیلو سستو، و خوزه خوزه اشاره کرد.